# Карнаро (провінція)
Провінція Карнаро (або провінція Фіуме) була провінцією Королівства Італія з 1924 по 1943 рік, потім під контролем Італійської Соціальної Республіки та німецького вермахту з 1943 по 1945 рік. Її столицею було місто Фіуме . Вона отримала своюназву від назви затоки Карнаро ( Golfo del Carnaro ).
Провінція була поділена на 13 муніципалітетів і в 1938 році мала площу 1,121.29 км2 з населенням 109 018 жителів і щільністю населення 109 осіб на квадратний кілометр (280/миля2) . 

## Історія

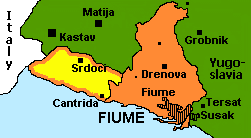
Вільна держава Фіуме, заснована в 1920 році Рапалльським договором

Фіуме була окупована з вересня 1919 року приватними силами на чолі з поетом-націоналістом Габріеле Д'Аннунціо, розчарованим у врегулюванні питання Фіуме Італією після закінчення Першої світової війни . Однак ініціатива Д'Аннунціо була особистою, тому італійська армія евакуювала солдатів поета. Згідно з Рапалльським договором Фіуме та його найближчі околиці, нараховуючи близько 50 000 італомовних і 13 000 хорватськомовних жителів,  були оголошені вільним містом .

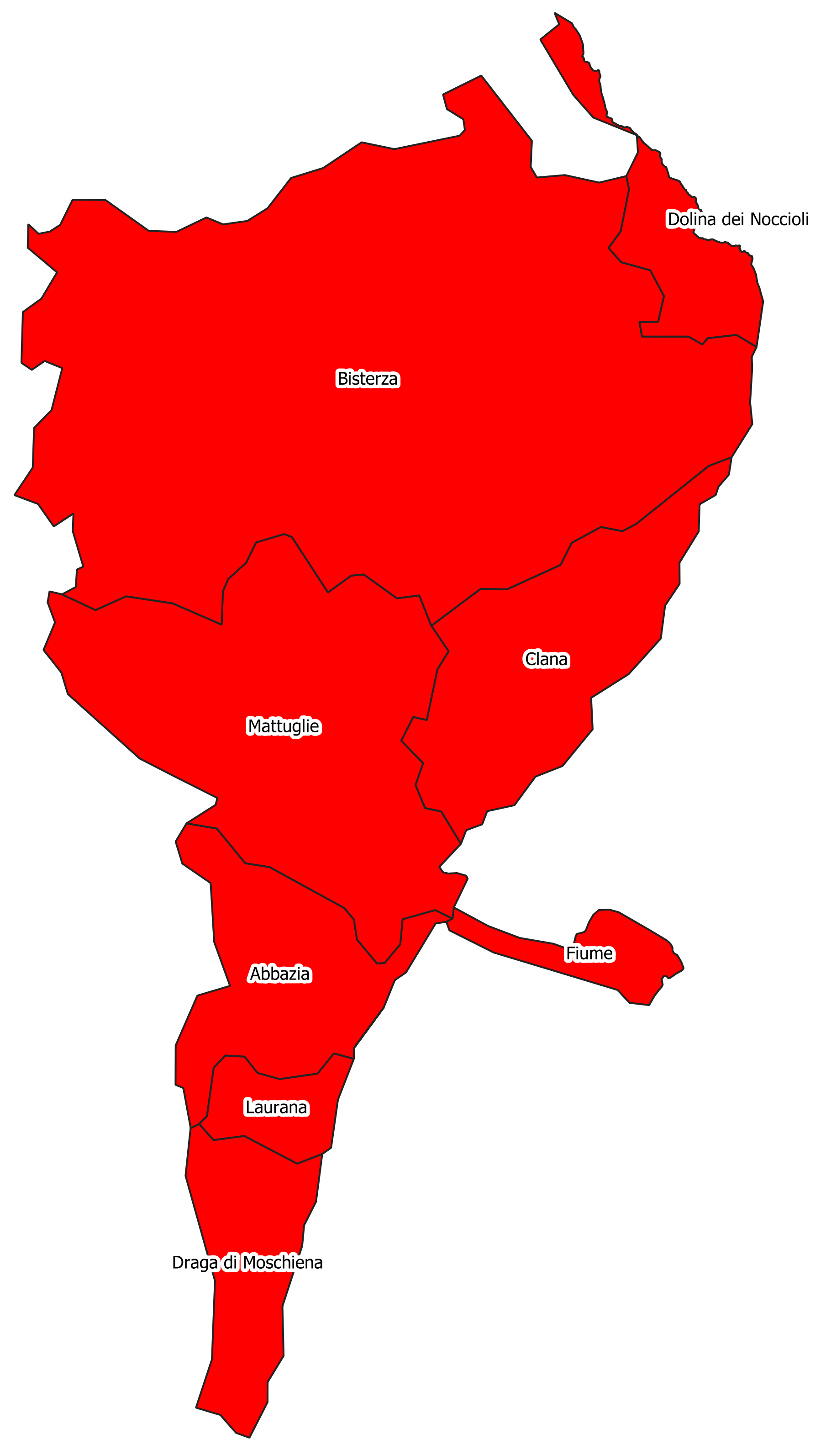
Провінція Фіуме, 1924 рік

Націоналісти та фашисти продовжували наполягати на прямій анексії Фіуме; після інсценованого державного перевороту в 1922 році місто було окуповано Regio Esercito (Королівська італійська армія) . Провінція була остаточно створена в 1924 році  за Римським договором, коли територія колишньої держави була розділена між Югославією та Італією, причому остання отримала Фіуме.
Нова провінція була утворена прибережною зоною Вільної держави, яка стала округом ( circondario ) Фіуме; і районом Волоска-Аббазія, раніше в межах провінції Пола . У 1928 році округи були скасовані, а два інші муніципалітети перейшли під юрисдикцію Фіуме, Матерія та Кастельнуово д'Істрія .

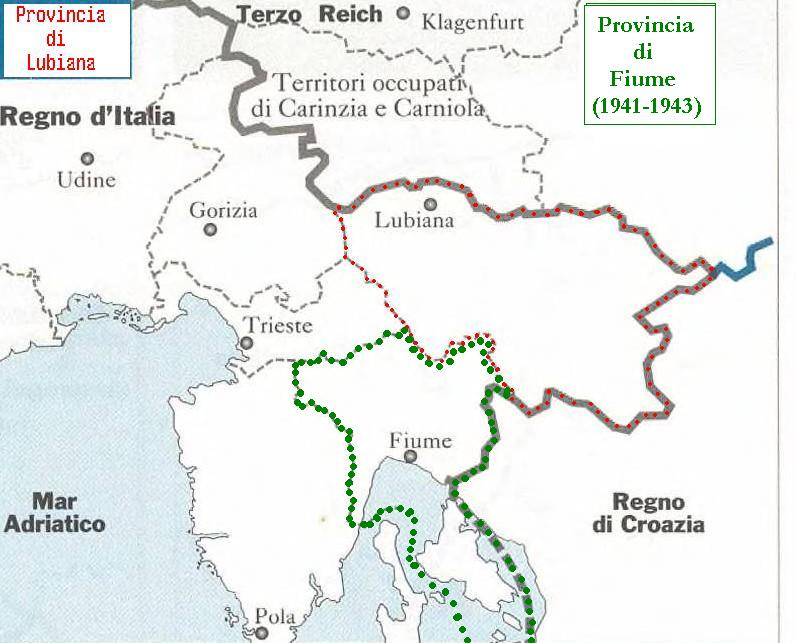
Провінція Фіуме, квітень 1941 – вересень 1943. Включено острови Велья-ед-Арбе.

З квітня 1941 по вересень 1943 року італійська провінція Фіуме була збільшена після перемоги держав Осі над Югославією, додавши східну частину Фіуману та острови Карнаро Велія та Арбе . Дехто з місцевих жителів розпочав рух опору проти італійської окупації в цих нещодавно анексованих зонах; Італійська військова влада намагалася придушити це заперечення жорсткими заходами.

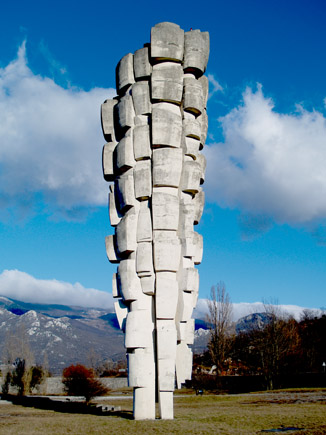
Пам'ятник жертвам підгумської різанини, здійсненої членами італійської армії за дорученням префекта провінції Фіуме

Коли 8 вересня 1943 року між Італією та союзниками було підписано перемир’я, колишня провінція Фіуме підпала під гітлерівську Німеччину ( OZAK ), і Карнаро та Фіуме мали один із найвищих показників смертності в Італії в нацистських таборах смерті, четвертий після Горіції та Флоренції, і Генуя.  Серед заарештованих був Джованні Палатуччі, італійський комісар Фіуме, який врятував життя тисячам євреїв.  Він також створив Комітет, до складу якого входили як італійці, так і слов’янські партизани, а також євреї, щоб спробувати захистити незалежність Фіуме після того, як Німеччина б програла. Він був депортований до Дахау і помер там у 1945 році.

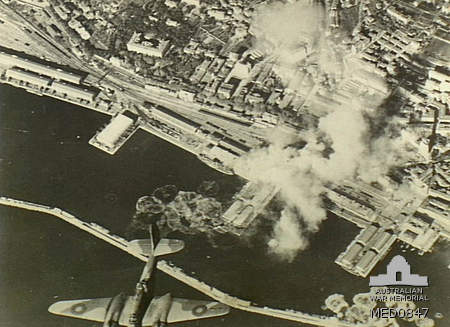
Фіуме, розбомблений Королівськими ВПС (1944)

Після звільнення Палатуччі його повноваження комісара безпосередньо перейшли до ґестапо, і італійський суверенітет над територією був серйозно поставлений під загрозу; у квітні 1945 року партизани Йосипа Броз Тіто вторглися в провінцію майже без спротиву і забрали її до складу Югославії. Проте лише в 1947 році італійська провінція Фіуме була офіційно скасована згідно з міжнародним правом і її входження до Югославії було міжнародно визнане.
На сьогодні колишня територія провінції Карнаро приблизно відповідає Приморсько-Горському жупанії в Хорватії.

## Дивитися також
- Республіка Фіуме
- Вільна держава Фіуме